# (10079) Meunier
(10079) Meunier est un astéroïde de la ceinture principale.

## Description
(10079) Meunier est un astéroïde de la ceinture principale. Il fut découvert par Eric Walter Elst le 2 décembre 1989 à l'ESO. Il présente une orbite caractérisée par un demi-grand axe de 2,63 UA, une excentricité de 0,231 et une inclinaison de 2,02° par rapport à l'écliptique.
Il fut nommé en hommage à Constantin Meunier (1831-1905), peintre et sculpteur belge.

## Compléments